# 吉川満子
吉川 満子（よしかわ みつこ、1901年6月21日 - 1991年8月8日）は、日本の女優。本名は吉川マン（よしかわ マン）。

## 来歴
1901年（明治34年）6月21日、東京府東京市京橋区銀座4丁目の生まれ。旧制泰明小学校（現在の中央区立泰明小学校）を卒業後、1924年（大正13年）に松竹キネマ研究所に入り、1925年（大正14年）に松竹蒲田撮影所に入社。翌年、『孔雀の光』で映画初出演した。五所平之助監督の『奔流』では田中絹代の母役を演じ、25歳の若さで初めから老け役を務めた。1927年（昭和2年）に準幹部に昇進。
小津安二郎監督の『引越し夫婦』で渡辺篤の相手役を務めて以降、小津作品に欠かせない存在として『会社員生活』『生れてはみたけれど』『一人息子』などに出演した。そのほか、『風の中の子供』『子供の四季』などで母親役を演じるほか、『人生のお荷物』などの作品に出演。飯田蝶子・岡村文子と並ぶ名脇役として活躍した。1939年（昭和14年）に大幹部となった。
1934年（昭和9年）、麻雀賭博容疑で広津和郎、福田蘭童らが検挙された事件で、事件が明るみに出た翌日に飯田蝶子や筑波雪子、結城一朗らと共に吉川も検挙されている。
戦後はフリーになり、新東宝『三百六十五夜』、松竹大船『この世の花』『秋津温泉』などに出演した。1968年（昭和43年）以降はテレビを活動の中心とした。
1975年（昭和50年）に芸能界を引退したが、1984年（昭和59年）公開の伊丹十三の初監督作品『お葬式』において、奥村公延演ずる雨宮真吉の通夜の席に参る老夫人（岩切のおばあさん）役で久しぶりに映画出演を果たす。また藤原釜足、田中春男、香川良介らと共に、元気な姿をフィルムに残した。
1991年（平成3年）8月8日、急性心筋梗塞のため死去した。90歳没。

## 出演作品

### 映画
◎印は小津安二郎監督作品
- 孔雀の光 第一篇、第二篇（1926年）
- 艶魔（1927年）
- 新婚者教育（1927年）
- 悲願千人斬（1927年）
- 夜は曲者（1927年）
- 先生と其娘（1927年）
- 懐しの母（1927年）
- 彼と未亡人（1927年）
- 浮気征伐（1928年）
- 好きなればこそ（1928年）
- 道呂久博士（1928年）
- 普戦必勝虎の巻（1928年）
- 縁は異なもの（1928年）
- 美人かし間（1928年）
- 昭和の女（1928年）
- 夫婦（1928年）
- をとめ心（1928年）
- ◎引越し夫婦（1928年） - その妻千代子
- 御苦労様（1928年）
- 輝く昭和（1928年）
- 青春交響楽（1928年）
- 恋愛風景（1929年）
- 黄昏の誘惑（1929年）
- 色気たっぷり（1929年）
- 壱〇〇、〇〇〇、〇〇〇円（1929年）
- 明日天気になあれ（1929年）
- 浮世風呂（1929年）
- ◎会社員生活（1929年） - 妻福子
- 全部精神異状あり（1929年）
- 恋愛第一課（1929年）
- ◎結婚学入門（1930年）
- チャンバラ夫婦（1930年）
- 深夜の居候（1930年）
- 黒百合の花（1930年）
- 大東京の一角（1930年）
- 真実の愛（1930年）
- 好きで一緒になったのよ（1930年）
- あら!その瞬間よ（1930年）
- 抱擁（1930年）
- 会社員首よけ戦術（1930年）
- 女よ!君の名を汚す勿れ（1930年）
- 愛は力だ（1930年）
- 浮気ばかりは別者だ（1930年）
- ◎足に触った幸運（1930年）
- 絹代物語（1930年）
- 女心を乱すまじ（1930年）
- 霧の中の曙（1930年）
- 若者よなぜ泣くか（1930年）
- ◎淑女と髯（1931年）
- 銀河（1931年）
- 愛よ人類と共にあれ 前篇 日本篇（1931年）
- 愛よ人類と共にあれ 後篇 米国篇（1931年）
- ◎美人と哀愁（1931年）
- この母に罪ありや（1931年）
- 危険信号（1931年）
- 桃色の誘惑（1931年）
- 青春図会（1931年）
- 若き日の感激（1931年）
- マネキン亭主（1931年）
- いざ戦ひに（1932年）
- 金色夜叉（1932年）
- 情熱 ラ・パシオン（1932年）
- 満州行進曲（1932年）
- 人柱四勇士（1932年）
- 噫呼空閑少佐（1932年）
- 上陸第一歩（1932年）
- 乳姉妹（1932年）
- ◎生れてはみたけれど（1932年）
- 天国に結ぶ恋（1932年）
- 太陽は東より（1932年）
- 撮影所ロマンス・恋愛案内（1932年）
- 涙の瞳（1932年）
- 残されたお菊ちゃん（1932年）
- ◎また逢ふ日まで（1932年）
- 男性征服（1932年）
- 椿姫（1932年）
- 眠れ母の胸に（1933年）
- 恋ざんげ（1933年）
- 応援団長の恋（1933年）
- 君と別れて（1933年）
- 晴曇（1933年）
- 夜ごとの夢（1933年）
- 嫁入り前（1933年）
- 或る母の姿（1933年）
- 女人哀楽（1933年）
- 大学の若旦那（1933年）
- 街の流れ鳥（1933年）
- 女学生と与太者（1933年）
- 玄関番とお嬢さん（1934年）
- 東洋の母（1934年）
- 婦系図（1934年）
- ◎母を恋はずや（1934年）
- 祇園囃子（1934年）
- 大学の若旦那・太平楽 （1934年）
- 会社員閣下（1934年）
- 山は夕焼（1934年）
- 都会の感傷（1934年）
- 金環蝕（1934年）
- 春江の結婚（1934年）
- 大学の若旦那・日本晴れ（1934年）
- ◎箱入娘（1935年）
- 一つの貞操（1935年）
- 東京の英雄（1935年）
- 母の恋文（1935年）
- 若旦那 春爛漫（1935年）
- 春琴抄 お琴と佐助（1935年）
- 双心臓（1935年）
- 永久の愛 前篇（1935年）
- 永久の愛 後篇（1935年）
- 恋愛豪華版（1935年）
- 人生のお荷物（1935年）
- 最後の幸福（1936年）
- あの道この道（1936年）
- お芙美の評判（1936年）
- 朧夜の女（1936年）
- 結婚の条件（1936年）
- 自由の天地（1936年）
- 双鏡（1936年）
- 男性対女性（1936年）
- ◎一人息子（1936年）
- 嘆きの母（1936年）
- 人妻椿 後篇（1936年）
- 愛の一つ家（1936年）
- 新道 前篇朱実の巻（1936年）
- 新道 後篇良太の巻（1936年）
- 花籠の歌（1937年）
- ◎淑女は何を忘れたか（1937年）
- あばれもの（1937年）
- 桃子の貞操（1937年）
- 女医絹代先生（1937年）
- 奥様に知らすべからず（1937年）
- 金色夜叉（1937年）
- 男の償ひ 前篇（1937年）
- 男の償ひ 後篇（1937年）
- 若葉の夢（1937年）
- 母への抗議（1937年）
- 風の中の子供（1937年）
- 歌へ歓呼の春（1937年）
- 螢の光（1938年）
- わが心の誓ひ（1938年）
- 母と子（1938年）
- わが家に母あれ（1938年）
- 愛染かつら 前篇（1938年）
- 愛染かつら 後篇（1938年）
- 家庭日記（1938年）
- 妻を怖がる夫（1938年）
- 居候は高鼾（1939年）
- まごころ繁昌記（1939年）
- 子供の四季 春夏の巻（1939年）
- 子供の四季 秋冬の巻（1939年）
- 女の風俗 第一話お嬢さんの日記（1939年）
- 妹の晴着（1939年）
- 大陸の花嫁（1939年）
- 心の太陽（1939年）
- 続愛染かつら（1939年）
- 栄華絵巻（1939年）
- 母を讃へる歌（1939年）
- 素晴らしき哉彼女（1939年）
- 日本の妻 前篇 流転篇 後篇 苦闘篇（1939年）
- 純情二重奏 前篇（1939年）
- 純情二重奏 後篇（1939年）
- 新しき家族（1939年）
- 波濤（1939年）
- 三人寄れば（1939年）
- 愛染かつら 完結篇（1939年）
- 母は強し（1939年）
- 女の気持（1940年）
- 貧乏画家（1940年）
- 絹代の初恋（1940年）
- 信子（1940年） - 細川夫人、頴子の継母
- 結婚の価値（1940年）
- 家庭教師（1940年）
- 愛の暴風（1940年）
- 隣組のおばさん（1940年）
- お母さん（1940年）
- 舞台姿（1940年）
- 幸福な家族（1940年）
- みかへりの塔（1941年）
- ◎戸田家の兄妹（1941年）
- 争ひなき真実（1941年）
- 父なきあと（1941年）
- 往きあふ人々（1941年）
- 暁の合唱（1941年）
- 花（1941年）
- 櫻の國（1941年）
- すみだ川（1942年）
- 或る女（1942年）
- 女の手（1942年）
- 京洛の舞（1942年）
- 幽霊大いに怒る（1942年）
- 家に三男二女あり（1943年）
- 生きてゐる孫六（1943年）
- 還って来た男（1944年）
- 必勝歌（1945年）
- 或る夜の殿様（1946年）
- 十一人の女学生（1946年）
- 縁は異なもの（1947年）
- 第二の抱擁（1947年）
- ◎長屋紳士録（1947年）
- 浮世も天国（1947年）
- ぼんぼん（1947年）
- 恋する妻（1947年）
- 花ひらく（1948年）
- 三百六十五夜 東京篇（1948年）
- 三百六十五夜 大阪篇（1948年）
- 新妻会議（1949年）
- 殿様ホテル（1949年）
- 不良少女（1949年）
- 処女宝（1950年）
- 憧れのハワイ航路（1950年）
- 大岡政談 将軍は夜踊る（1950年）
- 恋愛教室（1950年）
- 婚約指環（1950年）
- 乾杯!若旦那（1951年）
- 適齢三人娘（1951年）
- 相惚れトコトン同志（1952年）
- 愛情の決闘（1952年）
- クイズ狂時代（1952年）
- 姉妹（1953年）
- 母の誕生日（1953年）
- 蛮から社員（1954年）
- 真実一路（1954年）
- 若者よ!恋をしろ（1954年）
- 継母（1954年）
- 制服の乙女たち（1955年）
- たけくらべ（1955年）
- 俺は藤吉郎（1955年）
- 見事な娘（1956年）
- 残菊物語（1956年）
- 続この世の花 第八部 さすらいの浜辺（1956年）
- 君は花の如く（1956年）
- この世の花 完結篇 第九部愛の裁き 第十部砂の抱擁（1956年）
- ここは静かなり（1956年）
- 花は嘆かず（1957年）
- 母と子の窓（1957年）
- 非常線（1958年）
- 一丁目一番地（1958年）
- 一丁目一番地 第二部（1958年）
- 伊那の勘太郎（1958年）
- フランキーの僕は三人前（1958年）
- 東京べらんめえ娘（1959年）
- 才女気質（1959年）
- いろは若衆 花駕籠峠（1959年）
- 鹿島灘の女（1959年）
- 続べらんめえ芸者（1960年）
- 伊豆の踊子（1960年）
- 天竜母恋い笠（1960年）
- 鎮花祭（1960年）
- 旗本喧嘩鷹（1961年）
- 魚河岸の女石松（1961年）
- 怪談お岩の亡霊（1961年）
- 黄色い風土（1961年）
- 湖畔の人（1961年）
- 紀州の暴れん坊（1962年）
- 暗黒街の顔役 十一人のギャング（1963年）
- 花のお江戸の無責任（1964年）
- 日本一のゴマすり男（1965年）
- 太陽に突っ走れ （1966年） - 進藤その
- 座頭市の歌が聞える（1966年）
- 雪の喪章（1967年）
- 怪猫呪いの沼（1968年）
- 北ぐにのとも子 (1974年)
- お葬式（1984年）

### テレビドラマ
- 半七捕物帳（1961年、NTV）
- 喜びも悲しみも幾歳月（1965年、TBS）
- 乱れる（1965年 - 1966年、THK）
- 銭形平次 第18話「玉の輿の呪い」（1966年、CX） - お楽
- ザ・ガードマン　1966年　75話　殺人者の館　家政婦役
- 白い巨塔（1967年、NET）
- 光速エスパー 第19話「超能力を持つ少女」（1967年、NTV）
- 風 第20話「小指のない武士」（1968年、TBS）
- 炎の青春 第5話「コブから出た真実」（1969年、NTV） - 和田サキ
- 江戸川乱歩シリーズ 明智小五郎 第3話「黄金仮面」（1970年、12ch）
- 特別機動捜査隊 （東映、NET）
  - 第187話「おっ母さん」（1965年）
  - 第542話「男子禁制」（1972年）
  - 第616話「サカサマ時代」（1973年）
  - 第636話「つめたい故郷の風」（1974年）
  - 第788話「無情の風に散る」（1976年）
- ありがとう 第26話（1973年、TBS） - 滝本加乃
- 恐怖劇場アンバランス 第8話「猫は知っていた」（1973年、CX / 円谷プロ） - 桑田ちえ
- プレイガールQ 第19話「スリラー・寝室の殺人鬼」（1975年、12ch / 東映）- 老婆
- 太陽にほえろ! 第166話「噂」（1975年、NTV） - 黒木ハツ
- ザ・サスペンス「お師匠さんは名探偵－PART2－ からみ合う男と女の"妖しい誘惑"連続殺人」（1984年、TBS）